# Михалевич, Владимир Сергеевич
Влади́мир Серге́евич Михале́вич (укр. Володимир Сергійович Михалевич; 10 марта 1930 года, Чернигов — 16 декабря 1994 года, Киев) — советский математик и кибернетик.
Академик АН СССР (26.12.1984), академик АН УССР (1973; чл.-кор. 1967).
Доктор физико-математических наук (1968), профессор (1966).
Член КПСС с 1963 года.
Депутат Совета Союза Верховного Совета СССР 11 созыва (1984—1989) от Харьковской области.
Лауреат Государственных премий УССР (1973) и СССР (1981).

## Биография
В 1947 году окончил с серебряной медалью среднюю школу.
Окончил механико-математический факультет Киевского университета (1952), затем в 1952—1955 годах учился в аспирантуре КГУ (у Б. В. Гнеденко) и МГУ (у А. Н. Колмогорова).
В 1956 году защитил кандидатскую диссертацию и затем работал на механико-математическом факультете Киевского университета.
После организации в 1957 г. Вычислительного центра АН УССР в 1958 году по предложению его директора В. М. Глушкова возглавил там группу специалистов для работы в отрасли надёжности электронных схем, с 1960 года там же руководитель новосозданного отдела автоматизированных систем управления производством, а с организацией на базе Вычислительного центра в 1962 году Института кибернетики АН УССР — работал там заместителем директора по научной работе. В 1982—1994 годах директор Института кибернетики имени В. М. Глушкова НАНУ.
В 1963 г. был назначен координатором работ по внедрению систем сетевого планирования и управления в основных машиностроительных и оборонных отраслях СССР и в строительстве.
В 1966 г. организовал первую Всесоюзную конференцию по математическим проблемам сетевого планирования и управления.
С 1982 года главный редактор журнала «Кибернетика».
Являлся научным руководителем автоматизированной системы плановых расчётов (АСПР), принимал участие в создании ОГАС (общегосударственной автоматизированной системы) и РАСУ (республиканской автоматизированной системы сбора и обработки информации для нужд планирования и управления нар. хозяйством).
После распада СССР работал советником президента Украины по вопросам информатизации.
Лауреат премий имени Н. М. Крылова АН УССР (1971), Совета Министров СССР (1983), имени В. М. Глушкова АН УССР (1984). Награждён орденами Октябрьской Революции (7.03.1980) и Трудового Красного Знамени (1976). Заслуженный деятель науки и техники УССР (1990).
Похоронен на Байковом кладбище Киева.

## Основные труды
Труды по теории оптимальных статистических решений, системному анализу, теоретической и экономической кибернетике.
- Михалевич В. С., Кукса А. И. Методы последовательной оптимизации в дискретных сетевых задачах оптимального распределения ресурсов. — М., 1983.
- Михалевич В. С., Трубин В. А., Шор Н. З. Оптимизационные задачи производственно-транспортного планирования. — М., 1986.
- Михалевич В. С., Гупал А. М., Норкин В. И. Методы невыпуклой оптимизации. — М., 1987. 280 с.